# Asociación Deportiva COFUTPA
La Comisión de Fútbol de Palmares (COFUTPA) es un equipo de fútbol de Costa Rica que juega en la Segunda División de Costa Rica, la segunda liga de fútbol más importante del país.

## Historia

### Antecedentes
AD Palmares fue fundado en el año 1978 en la ciudad de Palmares de la Provincia de Alajuela con el nombre de Rincón de Zaragoza Club de Fútbol y obtuvieron el título de la Tercera División de CONAFA en 1979 y ascienden a la Segunda División de Costa Rica; dejando en el camino a los monarcas provinciales nacionales A.D Valencia de Curridabat, A.D El Bosque de Oreamuno de (Cartago), A.D Ingenios Taboga de Cañas, Diablos Rojos Club de Fútbol por San Pablo de Heredia, A.D Marichal de Orotina por Puntarenas, Selección de Osa, Cerros United de Quepos y Ciudad Colón. 
En aquel proceso  de eliminatoria nacional los jugadores Jesús Céspedes (Palmares), Javier Oquendo (Taboga de Cañas) y Ademar Vargas (San Pablo de Heredia) eran una verdadera amenaza para cualquier guardemeta del fútbol en competencia y de alto rendimiento. 
En 1983 para el campeonato de Tercera División de ANAFA, Rincón de Palmares logra el título provincial por segunda vez pero no sube a la Segunda B.

### Fundación
Entre tanto COFUTPA aparece el año 2012 en la ciudad de Palmares de la Provincia de Alajuela, el equipo estuvo varios años en la Primera División de LINAFA.
En tan solo tres temporadas en la Primera División de LINAFA consiguió el ascenso a la Segunda División de Costa Rica luego de vencer en la final a la Asociación Deportiva Sagrada Familia de la Provincia de San José
Como antecedente, se debe hacer referencia a la Asociación Deportiva Municipal Palmares, quien fuera un gran protagonista en décadas anteriores tanto en segunda como en primera división, pero que desapareció en 1996 en LINAFA.

### Primera temporada en Segunda División
En su primera temporada en la Segunda División logró clasificarse a la siguiente ronda, esto sucedió en el Torneo Clausura 2016 donde terminó ubicado de cuarto en el grupo A con 24 puntos, por detrás de San Carlos (1°), Jicaral (2°) y Escazuceña (3°).
En la fase de cuartos de final se enfrentó y derrotó al Barrio México, avanzando a las semifinales, donde fue eliminado por AD San Carlos.

## Estadio
El Estadio Jorge "Palmareño" Solís, es el estadio de la Asociación Deportiva Palmares. Se encuentra ubicado en las afueras de la ciudad de Palmares, Costa Rica, con una capacidad para 4000 espectadores.
Lleva el nombre de uno de los exfutbolistas del pueblo: Jorge Solís, destacado jugador quien militó en Club Sport La Libertad, Alajuelense y Ramonense en Costa Rica; así como en México con el Atlas, Nacional y Tampico y en Guatemala con el Municipal.

## Palmarés
- Primera División de LINAFA (1): 2014/15